# 蘇門答臘山鷓鴣
苏门答腊山鹧鸪（学名：Arborophila sumatrana），是鸡形目雉科的一种鸟类。
苏门答腊山鹧鸪体重约336克，翼长约141毫米，嘴峰长约22.8毫米，喙宽度约5.7毫米，喙厚度约7.8毫米，跗蹠长约44.4毫米，尾长约47毫米。
苏门答腊山鹧鸪分布于苏门答腊岛中部的山脉，在其分布区内为留鸟，其栖息在密集的高大树木组成的森林中，食性为草食性。